# Đo đạc trong khi khoan
Đo đạc trong khi khoan (Logging while drilling - LWD) là một kỹ thuật của ngành công nghiệp dầu khí, sử dụng các công cụ và thiết bị đo đạc gắn chung với bộ khoan cụ (bottom hole assembly - BHA) đưa vào giếng khoan trong khi khoan, để thu thập các thông tin cần thiết trong giếng, thường là của phần đất đá quanh thành giếng.
Thiết bị đo đạc trong khi khoan, thường làm việc kết hợp với thiết bị định vị trong khi khoan (MWD), sẽ truyền một phần hoặc toàn bộ kết quả đo được lên bề mặt, thông qua những xung trong dung dịch khoan, qua dây cáp hoặc các phương pháp khác. Việc đo đạc được thực hiện cùng lúc với công tác khoan, khi các công cụ này vẫn còn trong giếng khoan, thông tin thu được gọi là "dữ liệu thời gian thực". Phần kết quả đo xuất ra từ các thiết bị này sau khi chúng được kéo ra khỏi giếng, được gọi là "dữ liệu bộ nhớ", thường có độ phân giải và chất lượng cao hơn.
Công nghệ đo trong khi khoan ban đầu được phát triển như một bản nâng cấp của công nghệ định vị trong khi khoan, để thay thế hoàn toàn hoặc một phần kỹ thuật đo địa vật lý giếng khoan dùng cáp (wireline). Với sự tiến bộ của công nghệ trong những thập kỷ qua, đo trong khi khoan hiện đang được sử dụng rộng rãi trong việc khoan giếng dầu, khoan định hướng, đánh giá vỉa (đặc biệt là đánh giá theo thời gian thực và khoan giếng có góc nghiêng cao).

## Các phép đo
Đo đạc trong khi khoan ban đầu được phát triển để thay thế việc đo địa vật lý giếng khoan dùng cáp. Với sự phát triển của công nghệ, rất nhiều phép đo mới đã được phát triển cho đo đạc trong khi khoan, thậm chí một số chỉ có thể ứng dụng với phương pháp này, mà không phải là đo địa vật lý giếng khoan dùng cáp. Dưới đây là một số phép đo phổ biến.
- Tia gamma tự nhiên
  - Gamma tổng
  - Gamma phổ
  - Gamma phương vị
  - Gamma gần choòng khoan
- Mật độ và chỉ số quang điện
  - Độ rỗng neutron
  - Đường kính lỗ khoan
  - Đường kính bằng phương pháp siêu âm
  - Đường kính bằng phương pháp mật độ
- Điện trở suất
  - Điện trở suất qua sự lệch pha của nguồn phát
  - Điện trở suất qua sự suy giảm hiệu điện thế của nguồn phát
  - Điện trở suất sâu theo hướng
- Siêu âm
  - Sóng dọc (Δtc)
  - Sóng ngang (Δts)
- Hình ảnh qua điện trở
  - Ảnh mật độ
  - Ảnh qua điện trở suất
  - Ảnh qua sóng âm
- Lấy mẫu thành hệ
  - Áp suất thành hệ
  - Chất lưu thành hệ
- Cộng hưởng từ hạt nhân (NMR)
- Địa chấn trong khi khoan(SWD)

## Ứng dụng
Hầu như tất cả các giếng khoan trong ngành dầu khí đều có công tác đo đạc trong khi khoan. Tính chất của đất đá quanh giếng khoan là rất quan trọng đối với các kỹ sư khoan và kỹ sư địa chất... Một vài ứng dụng cơ bản của các thông tin này là:
- Minh giải thạch học.
- Dự đoán cấu trúc địa chất.
- Đánh giá tiềm năng dầu và khí.
- Dự đoán các rủi ro (túi khí nông, tầng ngập nước...).
- Đối sánh với các giếng xung quanh.

## Các công ty cung cấp dịch vụ
- Schlumberger
- Baker Hughes
- Weatherford
- Halliburton

Tại Việt Nam, Tổng công ty cổ phần khoan và dịch vụ khoan dầu khí (PetroVietnam Drilling) liên kết với Baker Hughes thành lập nên liên doanh PVD Baker Hughes có cung cấp dịch vụ này.

## So sánh với đo địa vật lý giếng khoan dùng cáp
Đo đạc trong khi khoan thường được so sánh với phương pháp đo địa vật lý giếng khoan dùng cáp (wireline) vì chúng có nhiều điểm chung.
- Ưu điểm của Đo đạc trong khi khoan
  - Kết quả thời gian thực.
  - Tiết kiệm thời gian.
  - Tiết kiệm chi phí thuê người và thiết bị.
  - Ít bị ảnh hưởng bởi sự thấm của dung dịch khoan.
  - Bảo toàn tính chất nguyên thủy của thành hệ.
  - Thực hiện được ở giếng có độ dốc lớn.
- Nhược điểm của Đo đạc trong khi khoan
  - Độ phân giải thấp.
  - Chất lượng bị ảnh hưởng bởi việc khoan.